# Skordatura
Skordatura – to metoda stosowana w grze na instrumentach strunowych (np. skrzypcach) polegająca na przestrojeniu strun instrumentu, dzięki czemu można osiągnąć szczególnie wirtuozowskie efekty, zwłaszcza w grze akordowej i polifonicznej. Zamiast zwyczajowego stroju (g d1 a1 e2) kompozytor danego utworu może zalecić inny (np. g c1 g1 e2).

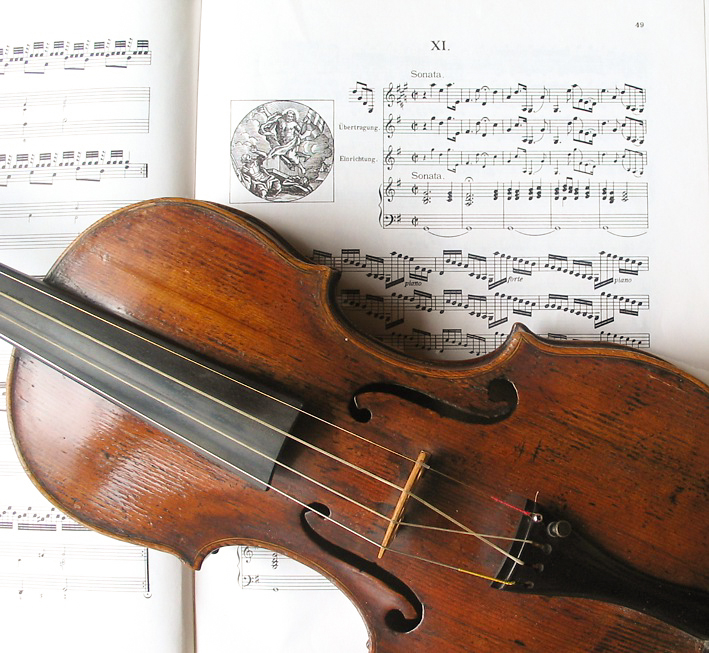
Jedna z wersji skordatury zastosowana na skrzypcach

Technikę tę wykorzystywał m.in. Heinrich Ignaz Biber. Z efektownego posługiwania się skordaturą słynął Niccolò Paganini.